# 相當位溫
相當位溫是某一高度的氣團下降（或上升）至參照氣壓值的位置時，經過絕熱膨脹（或收縮）以及所含的水汽全部凝結為水滴釋出潛熱後，所具有的溫度。從相當溫度而言，相當位溫也就是指某一高度的氣團絕熱移動至參照氣壓值位置時所具有的相當溫度。

## 數學表達式
數學上，相當位溫 {\displaystyle \theta _{e}} 可以表達成：
{\displaystyle \theta _{e}=T_{e}\left({\frac {p_{0}}{p}}\right)^{\frac {R}{c_{p}}}}
其中：
{\displaystyle T_{e}} 為氣團的相當溫度；
{\displaystyle p_{0}} 為參照氣壓值（通常取 1000 hPa）；
{\displaystyle p} 為氣團所處位置之氣壓值；
{\displaystyle R} 為氣體常數；
{\displaystyle c_{p}} 為等壓比熱容。
把相當溫度展開，相當位溫可以寫成：
{\displaystyle \theta _{e}=T\exp \left({\frac {Lw_{s}}{c_{p}T_{d}}}\right)\left({\frac {p_{0}}{p}}\right)^{\frac {R}{c_{p}}}}
其中：
{\displaystyle T} 為氣團溫度；
{\displaystyle L} 為水氣化潛熱；
{\displaystyle w_{s}} 為氣團的飽和混合比；
{\displaystyle T_{d}} 為露點；

## 與大氣穩定度的關係
實務上，相當位溫可作為飽和氣團所處的大氣穩定度指標。如果相當位溫隨著高度而上升，即表示氣團身處的大氣是穩定的；反之，若相當位溫隨高度下跌，即表示所處的大氣並不穩定；用數學表示，即：
{\displaystyle {\frac {d\theta _{e}}{dz}}>0} 為穩定大氣；
{\displaystyle {\frac {d\theta _{e}}{dz}}=0} 為中性。
{\displaystyle {\frac {d\theta _{e}}{dz}}<0} 為不穩定大氣。
由於相當位溫具有這種特性，所以溫熵圖中亦劃有等相當位溫線以作參考。